# Black Lives Matter

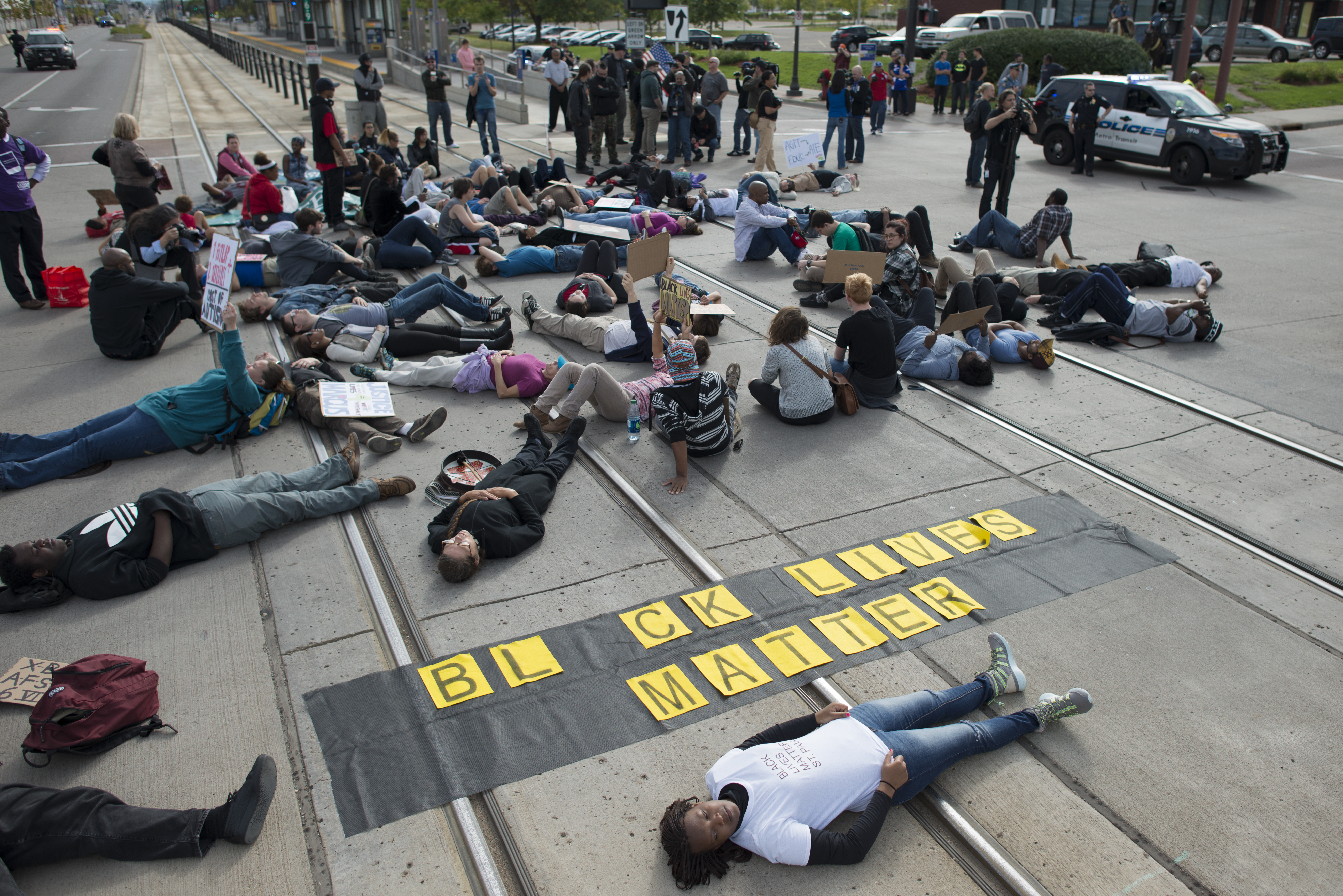
Giả chết phản đối sự tàn bạo của cảnh sát do Black Lives Matter tổ chức ở Saint Paul, Minnesota, ngày 20 tháng 9 năm 2015

Black Lives Matter (BLM, nghĩa đen: Mạng sống của người da đen cũng đáng giá) là một hoạt động xã hội quốc tế, bắt nguồn từ cộng đồng người Mỹ gốc Phi, chiến dịch chống lại bạo lực và phân biệt chủng tộc có hệ thống đối với người da đen. BLM thường xuyên tổ chức các cuộc biểu tình lên tiếng chống lại cảnh sát giết người da đen, và các vấn đề rộng lớn hơn như phân biệt chủng tộc, sự tàn bạo của cảnh sát và bất bình đẳng chủng tộc trong hệ thống tư pháp hình sự Hoa Kỳ.
Vào năm 2013, phong trào bắt đầu với việc sử dụng hashtag #BlackLivesMatter trên phương tiện truyền thông xã hội sau khi George Zimmerman được tha bổng trong vụ bắn chết thiếu niên người Mỹ gốc Phi Trayvon Martin vào tháng 2/2012. Phong trào này đã được công nhận trên toàn Hoa Kỳ cùng với các cuộc biểu tình trên đường phố sau cái chết năm 2014 của hai người Mỹ gốc Phi: Michael Brown, dẫn đến các cuộc biểu tình và tình trạng bất ổn ở Ferguson, một thành phố gần St. Louis Muffand, và cái chết của Eric Garner ở thành phố New York. Kể từ các cuộc biểu tình của tại Ferguson, những người tham gia phong trào đã đi biểu tình chống lại cái chết của nhiều người Mỹ gốc Phi khác bằng các hành động của cảnh sát hoặc trong khi bị cảnh sát giam giữ. Vào mùa hè năm 2015, các nhà hoạt động Black Lives Matter đã tham gia vào cuộc bầu cử tổng thống Hoa Kỳ năm 2016. Người khởi xướng hashtag và kêu gọi hành động, Alicia Garza, Patrisse Cullors và Opal Tometi, đã mở rộng dự án của họ thành một mạng lưới quốc gia gồm hơn 30 chi nhánh địa phương từ 2014 đến 2016. Tuy nhiên, phong trào Black Lives Matter tổng thể là một mạng lưới phi tập trung và không có hệ thống phân cấp chính thức.
Đã có nhiều phản ứng đối với phong trào Cuộc sống đen tối. Nhận thức của người dân Hoa Kỳ về Black Lives Matter thay đổi đáng kể theo chủng tộc. Cụm từ "All Lives Matter" xuất hiện như một phản ứng với phong trào Black Lives Matter, nhưng đã bị chỉ trích vì gạt bỏ hoặc hiểu sai thông điệp của "Black Lives Matter". Sau vụ bắn chết hai nhân viên cảnh sát ở Ferguson, hashtag Blue Lives Matter được tạo ra bởi những người ủng hộ cảnh sát. Một số nhà lãnh đạo dân quyền da đen đã không đồng ý với các chiến thuật được sử dụng bởi các nhà hoạt động Black Lives Matter. Vào mùa hè năm 2017, phong trào đã nhận được ít sự chú ý hơn, và một số người cho rằng sự ít chú ý này do thông tin về nhiệm kỳ tổng thống của Donald Trump đã tràn ngập các trang nhất trên các báo chí trên toàn Hoa Kỳ.